# NGC 2184
NGC 2184 — группа звёзд в созвездии Орион.
Этот объект входит в число перечисленных в оригинальной редакции «Нового общего каталога».
NGC 2184 является бедной разреженной группой из 20 звёзд 10-12 величины. Она похожа на NGC 2180, но звёзды в составе NGC 2184 более слабые. Астроном Гарольд Корвин (Harold J. Corwin) думает, что это всего лишь группа физически не связанных звёзд, случайно оказавшихся близко друг к другу на небе.